# Васильков, Борис Павлович
Бори́с Па́влович Василько́в (26 января 1906, с. Низовка, Нижегородская губерния — 1980) — советский учёный, миколог. Известен исследованиями шляпочных грибов российской Арктики и других областей. Автор научных работ по систематике, экологии, географии и практическому использованию грибов, а также популярных справочников и определителей.

## Биография
В 1924 году окончил среднюю школу, затем работал учителем в сельской школе.
В 1926 году поступил на лесной факультет Казанского института сельского хозяйства и лесоводства (ныне Казанский государственный аграрный университет). Одновременно с учёбой на лесном факультете стал посещать занятия в ботаническом кабинете Казанского университета под руководством А. Я. Гордягина.
В 1930 году Борис Павлович окончил сельскохозяйственный институт, а в 1931 году сдал экзамены экстерном и получил диплом Казанского университета и стал работать в Марийском научно-исследовательским институте (Йошкар-Ола).
В 1935 году получил учёную степень кандидата биологических наук.
Б. П. Васильков начал свою научную деятельность с изучения флоры цветковых растений Марийской АССР, но вскоре бо́льший интерес проявил к шляпочным грибам. Первая его работа на эту тему — «Опыт изучения грибов при геоботанических исследованиях» оказала большое влияние на новое в то время научное направление — экологию грибов.
С 1944 года и до конца своей жизни Борис Павлович работал в Отделе низших растений Ботанического института АН СССР (ныне Ботанический институт им. В. Л. Комарова РАН).
С 1950-х годов изучал шляпочные грибы российской Арктики. Материалы для этой работы присылались зимовщиками полярных станций с Таймыра, позже он и сам участвовал в экспедициях по Кольскому полуострову, Полярному Уралу, Чукотке. Материалы по арктическим грибам не были до конца обработаны, и этот труд остался незавершённым.
Кроме Арктики, Борис Павлович работал и в лесах Крыма, Кавказа, Прибайкалья, изучал гербарные образцы, присылаемые из различных районов Сибири, Приамурья, Средней Азии.

Постоянная и большая работа в полевых условиях и с гербарием сделала Бориса Павловича превосходным знатоком шляпочных грибов различных таксономических групп. Это привлекало к нему молодёжь, начинавшую изучать трубчатые и пластинчатые макромицеты. В результате без преувеличения можно сказать, что почти все нынешние агарикологи бывшего СССР в той или иной степени являются его учениками.
— Э. Л. Нездойминого, Б. А. Томилин
Под руководством Б. П. Василькова были защищены кандидатские диссертации советских и российских микологов — Эмма Леонидовна Нездойминого (1970), Леонур Васильевич Михайловский (1975), Александр Елисеевич Коваленко (1980).